# Oxycalypta
Oxycalypta is een geslacht van rechtvleugeligen uit de familie sabelsprinkhanen (Tettigoniidae). De wetenschappelijke naam van dit geslacht is voor het eerst geldig gepubliceerd in 1914 door Karny.

## Soorten
Het geslacht Oxycalypta  is monotypisch en omvat slechts de volgende soort:
- Oxycalypta plasoni (Karny, 1914)